# Ильин, Михаил Алексеевич
Михаил Алексеевич Ильин — советский государственный и хозяйственный деятель, Герой Социалистического Труда.

## Биография
Родился в 1915 году в посёлке Юзовка. Член КПСС с года.
С 1937 года — на хозяйственной работе.
В 1937—1987 гг. :
- мастер, начальник цеха на авиационном заводе № 135 в Харькове,
- на авиационном заводе № 23 в Москве,
- начальник производства завода № 41 Министерства авиационной промышленности СССР,
- директор Московского машиностроительного завода «Знамя» Московского городского совнархоза,
- директор Долгопрудненского машиностроительного завода Министерства авиационной промышленности СССР,
- заместитель Министра авиационной промышленности СССР.

Указом Президиума Верховного Совета СССР от 18 марта 1985 года присвоено звание Героя Социалистического Труда с вручением ордена Ленина и золотой медали «Серп и Молот».
На пенсии с 1987 года.